# Nayef Al Rodhan
Nayef Al Rodhan, in arabo نايف الروضان‎? (8 giugno 1959) è un neuroscienziato, filosofo e scrittore saudita.
È membro onorario del St Antony's College dell'Università di Oxford, nel Regno Unito, e direttore del programma "Geopolitics and Global Futures" presso il "Geneva Centre for Security Policy" di Ginevra, in Svizzera.

## Biografia
Nayef Al-Rodhan ha iniziato la sua carriera come neurochirurgo e neuroscienziato. Nella facoltà di medicina dell'Università di Newcastle, è stato studente del famoso neurologo John Walton. Si è specializzato in neurochirurgia e ha condotto ricerche sulle neuroscienze presso la Mayo Clinic, a Rochester, nel Minnesota, negli Stati Uniti. È diventato specializzando capo in neurochirurgia ed è stato influenzato da Thoralf M. Sundt, David Piepgrass e Patrick J Kelly presso la Mayo Clinic . Ha conseguito un dottorato di ricerca nel 1988 per il suo studio sulla caratterizzazione dei sottotipi di recettori per oppioidi e neurotensina nel cervello rispetto all'antinocicezione.
Nel 1993, con una borsa di studio del Congresso dei neurochirurghi, è entrato a far parte del dipartimento di Neurochirurgia dell'Università di Yale come ricercatore in epilessia e neuroscienze molecolari sotto la direzione di Dennis Spencer.
Nel 1994, Nayef Al-Rodhan è diventato membro del dipartimento di neurochirurgia presso il Massachusetts General Hospital della Harvard Medical School, dove ha condotto uno studio su neuropeptidi, genetica molecolare e rigenerazioneneuronale. Mentre era a Harvard e nel Massachusetts General Hospital, ha fondato il programma di Neurotecnologia con James E. Muller, co-fondatore dell'IPPNW. In collaborazione con Robert Martuza, Al-Rodhan ha fondato i Laboratori di neurochirurgia cellulare e tecnologia neurochirurgica presso il dipartimento di neurochirurgia del Massachusetts General Hospital e della Harvard Medical School.

### Premi
Nayef Al-Rodhan ha ricevuto i seguenti premi per la ricerca:
- Premio Sir James Spence
- Premio Gibb
- Premio Farquhar-Murray
- Premio American Association of Neurological Surgeon (due volte)
- Premio Meninger
- Premio annuale del Congresso di Neurochirurgia
- Premio Young Investigator dell'American Association of Neurological Surgeons
- il premio annuale del Congresso dei neurochirurghi[7]

### Neuroscienze e relazioni internazionali
Dal 2002, Nayef Al-Rodhan ha cominciato a incentrare i suoi studi sull'interazione tra neuroscienza e relazioni internazionali . Attraverso diverse pubblicazioni, ha aperto la strada all'applicazione della neuroscienza e alle conseguenze neuro-comportamentali dei meccanismi neurochimici e cellulari che sono alla base di emozioni, amoralità, paura, avidità e dominio nell'analisi e concettualizzazione delle tendenze contemporanee di geopolitica, sicurezza globale, sicurezza nazionale, sicurezza transculturale, guerra e pace.
Nel 2006, Nayef Al-Rodhan è entrato a far parte del Geneva Centre for Security Policy, in Svizzera, come Senior Scholar in geostrategia e direttore del programma Geopolitics and Global Futures. Nel 2009, Al-Rodhan è diventato membro del St Antony's College a Oxford, dove ha analizzato, tra le altre cose, i punti di svolta critici nel mondo arabo-islamico e la loro attuale e futura rilevanza geopolitica regionale e globale. Nel 2014 è diventato membro onorario del St. Antony's College. I suoi interessi di Geostrategia includono: geopolitica del Medio Oriente; sicurezza nazionale e globale sostenibile; geopolitica dello spazio e tecnologie strategiche e rischi globali a cascata strategici. I suoi interessi filosofici includono: Giustizia globale, dignità umana e ordine internazionale, storia condivisa dell'umanità e sicurezza e sinergie transculturali, filosofia della storia sostenibile e dignità dell'uomo, storia delle idee, neurofilosofia della natura umana e le sue implicazioni per la guerra, la pace e la cooperazione morale e politica tra ideologie, stati e culture.